# Aleksandr Bergman
Aleksandr Bergman (łot. Aleksandrs Bergmans, ur. 30 maja 1925 w Rydze, zm. 12 stycznia 2016 tamże) – żydowski adwokat działający na Łotwie, społecznik, przewodniczący Łotewskiej Wspólnoty Żydów – Byłych Więźniów Gett i Obozów Koncentracyjnych.

## Biogram
Urodził się w Rydze w rodzinie nauczycieli. W latach 1941–1945 więziony na terenie getta ryskiego oraz obozów Sachsenhausen (KL) i Buchenwald (KL). W 1951 ukończył studia prawnicze na Uniwersytecie Łotewskim, po czym przez 52 lat praktykował jako adwokat w Rydze i innych miastach Łotwy. W 1988 zaangażował się w odrodzenie żydowskiej wspólnoty narodowej na Łotwie. Pełnił m.in. funkcję przewodniczącego Łotewskiej Wspólnoty Żydów – Byłych Więźniów Gett i Obozów Koncentracyjnych (Latvijas Ebreju bijušo geto un koncentrācijas nometņu ieslodzīto biedrība). W 2005 opublikował swoje wspomnienia z getta ryskiego pod tytułem „Zapiski niedocziełowieka” (łot. „Zemcilvēka piezīmes”).
Został uhonorowany Orderem Trzech Gwiazd.